# Нейпир, Ронни
Джон Ро́нальд «Ро́нни» Не́йпир (англ. John Ronald «Ronnie» Napier; род. 21 августа 1963, Сент-Андрус, Файф) — шотландский кёрлингист.
В составе мужской сборной Великобритании выступал на зимних Олимпийских играх 1998, команда Великобритании заняла седьмое место.

## Достижения
- Чемпионат Европы по кёрлингу: бронза (1997).

## Команды
| Сезон   | Четвёртый      | Третий       | Второй           | Первый       | Запасной                                     | Турниры                      |
| ------- | -------------- | ------------ | ---------------- | ------------ | -------------------------------------------- | ---------------------------- |
| 1996—97 | Дуглас Драйбур | Питер Уилсон | Stewart Dryburgh | Ронни Нейпир |                                              | [ 2 ]                        |
| 1997—98 | Дуглас Драйбур | Питер Уилсон | Фил Уилсон       | Ронни Нейпир | Джеймс Драйбур тренер: Алекс Ф. Торранс (ЧЕ) | ЧЕ 1997 · ЗОИ 1998 (7 место) |
| 2001—02 | Дуглас Драйбур | Питер Уилсон | Филип Уилсон     | Ронни Нейпир |                                              | [ 3 ]                        |

(скипы выделены полужирным шрифтом)